# Politique étrangère de la Turquie
 (mars 2010).
Si vous disposez d'ouvrages ou d'articles de référence ou si vous connaissez des sites web de qualité traitant du thème abordé ici, merci de compléter l'article en donnant les références utiles à sa vérifiabilité et en les liant à la section « Notes et références ».
La politique étrangère de la Turquie recouvre les relations de la république de Turquie avec les membres de la communauté internationale. Historiquement, sur la base des réformes d'inspiration occidentale de Mustafa Kemal Atatürk, cette politique a mis fortement l'accent sur les relations de la Turquie avec le monde occidental, en particulier avec les États-Unis, l'OTAN et l'Union européenne. L'après-guerre froide a vu une diversification des relations, de la Turquie, qui cherche à renforcer sa présence régionale dans les Balkans, au Moyen-Orient et dans le Caucase, ainsi que son objectif historique de l'adhésion à l'Union européenne.
La politique étrangère de la Turquie connaît une réelle inflexion avec Recep Tayyip Erdoğan, Premier ministre puis président du pays, accentuée encore avec la nomination d'Ahmet Davutoğlu au ministère des Affaires étrangères. De plus en plus ouverte vers le monde musulman, elle fait cavalier seul dans le jeu des équilibres géostratégiques. Le gouvernement cherche à projeter ses succès économiques sur le terrain politique dans les anciens territoires de l'Empire ottoman en multipliant les partenariats avec les pays arabes, en prônant la politique du zéro problème avec les voisins et se posant en « champion du sunnisme ». On appelle cette nouvelle politique, le néo-ottomanisme.
Face aux multiples échecs que rencontre cette politique, la Turquie semble revenir en 2016 à une politique étrangère plus pragmatique en renouant des liens diplomatiques avec la Russie et l'Iran.

## Afrique
Bien que l'Afrique du Nord - Maroc mis-à-part - ait fait partie de l'Empire ottoman, la Turquie n'a que très peu développé ses relations avec ce continent tout au long de l'histoire de la république. 
Pendant la guerre d'Algérie, la Turquie est le seul pays musulman à avoir continuellement soutenu le gouvernement français à l'ONU contre les indépendantistes du FLN.
Cette absence de relations est aujourd'hui comblée par un intérêt particulier croissant pour le Maghreb depuis 2006, essentiellement économique où les produits turcs aux normes européennes sont de plus en plus visibles dans les rayons à Casablanca ou Alger. En 2008, la Turquie organise son premier sommet Turquie-Afrique. L'Afrique noire fait l'objet d'un intérêt particulier de la diplomatie turque depuis 2008, dix ans auparavant il n'existait que quatre ambassades turques sur le continent, aujourd'hui on en compte 26 réparties du Kenya vers l'Afrique du Sud en passant par la République democratique du Congo (RDC). De nombreuses institutions scolaires et humanitaires turques teintées parfois de religiosité s'installent dans toute l'Afrique et créent de nouvelles relations et liens qui sont des têtes de pont pour des relations économiques futures. La visite en 2011 du premier ministre Erdoğan en Somalie, largement médiatisée montre que ce continent va prendre de plus en plus d'importance dans la politique extérieure future de la Turquie.
L'atonie de la croissance européenne pousse les Turcs à rechercher de nouveaux débouchés en Afrique. Les industriels turcs sont également intéressés par les ressources naturelles et énergétiques du continent. Les coopérations bilatérales se développent et des accords de libre-échange sont signés avec le Maroc et l'Égypte. D'autres accords sont en cours de négociation avec les ACP (Pays d'Afrique, Caraïbes et Pacifique), l'Algérie, la Libye et l'Afrique du Sud. La politique active de la Turquie en Afrique se solde par le soutien des pays africains dans les institutions internationales, notamment lors de la candidature de la Turquie au Conseil de Sécurité de l'ONU en 2008.
La diplomatie turque propose d'intervenir pour résoudre divers conflits sur le continent africain. En décembre 2024, un accord est trouvé entre l'Éthiopie et la Somalie avec l'aide de la Turquie. Le même mois, la Turquie propose sa médiation dans le conflit qui oppose au Soudan les milices paramilitaires des Forces de soutien rapide, soutenues par les Émirats arabes unis, et l'armée régulière soudanaise. La médiation, visant les relations entre les Émirats arabes unis et le Soudan, reçoit le soutien d'Abdel Fattah al-Burhan, chef d'État et chef de l'armée soudanaise.
En janvier 2025, alors que la république démocratique du Congo lutte dans l'est de son territoire contre le Mouvement du 23 mars, soutenu par le Rwanda, la Turquie propose de servir de médiatrice au conflit.
En août 2025, le Premier ministre sénégalais Ousmane Sonko se rend en Turquie pour un Forum économique turco-sénégalais. Il rencontre le président turc Recep Tayyip Erdoğan. Les échanges commerciaux entre les deux pays sont estimés à 450 millions de dollars et les deux pays souhaitent les monter jusqu'à 1 milliard de dollars, sans toutefois fixer de date pour cet objectif. Plusieurs accords sont signés dans les domaines de l'enseignement supérieur, de l'audiovisuel et de la coopération financière et militaire. Sonko met en avant l'industrie militaire turque et l'importance qu'une collaboration pourrait avoir pour le Sénégal.

## Amérique

### États-Unis d'Amérique
La Turquie et les États-Unis ont des relations diplomatiques depuis le XIXe siècle, un accord a été signé en 1830 à l'époque de l'Empire ottoman. Les relations étroites entre les deux pays ont véritablement commencé juste après la Seconde Guerre mondiale, la Turquie a ainsi bénéficié du plan Marshall, la jeune république a fait partie intégrante de la doctrine Truman. C'est essentiellement par son entrée dans l'OTAN et sa prise de position dans le parapluie militaire américain pendant la guerre froide que la Turquie est définitivement entrée dans le camp occidental. Après la participation avec succès de l'armée turque à la guerre de Corée les relations se sont renforcées encore, notamment sur le plan économique. La Turquie abrite plusieurs bases américaines sur son sol. Les relations se sont toutefois dégradées lors des deux guerres du golfe en raison des pertes économiques de la Turquie dans cette région et de la politique kurde américaine. Ces évènements ont ternis l'image des Américains en Turquie, le gouvernement turc reste cependant fidèle à la politique pro-américaine traditionnelle de la république.
La tentative de coup d'État de 2016 en Turquie est loin d'améliorer les relations entre les deux pays, les autorités turques n'excluant pas que les États-Unis aient pu jouer un rôle, au minimum en étant informé de la conjuration. Lors de la purge qui suit, les officiers limogés, notamment ceux proches du mouvement Gülen sont connus pour leur inclination atlantique. Ceux qui les ont remplacés penchent en revanche pour un axe continental Ankara - Moscou - Pékin.

## Asie

### Moyen-Orient

#### Iran
Aujourd'hui, l'Iran et la Turquie coopèrent dans de nombreux domaines, tels que la lutte contre le terrorisme et le narcotrafic afin de promouvoir la stabilité en Irak et en Asie centrale.
Les deux pays sont membres de l'Organisation de coopération économique (ECO). Chaque année, de nombreux touristes iraniens viennent visiter la Turquie, bénéficiant ainsi à l'économie turque.
Le commerce bilatéral a fortement augmenté depuis ces dernières années, passant de 1 milliard de dollars USD en 2000 à 4 milliards de dollars en 2005. La Turquie importe notamment du gaz naturel depuis l'Iran (10 milliards de mètres cubes par an, couvrant 30 % de ses besoins).
En 2001, un gazoduc reliant Tabriz (Iran) à Ankara (Turquie) a été ouvert.

#### Israël
Erdoğan n’a pas changé radicalement la politique de la Turquie vis-à-vis de l'État d'Israël qui reste un allié majeur pour la Turquie. Cela n'a pas empêché Erdoğan de dénoncer la politique jugée trop musclée du gouvernement d'Ariel Sharon.
Au lendemain de l'assassinat du Cheikh Ahmed Yassine (chef spirituel du Hamas), Tayyip Erdoğan n'hésitait pas à qualifier cette opération d'« acte terroriste » puis il dénonça le « terrorisme d'État » pratiqué par Israël dans la Bande de Gaza, avant de rappeler temporairement son ambassadeur à Tel-Aviv et son consul à Jérusalem « pour consultations ».
Lors de l'opération Arc-en-ciel qui avait eu lieu dans la ville de Rafah, Erdoğan a dénoncé la « terreur d’État » de l'État israélien. Il déclare d'ailleurs que « les Israéliens traitent les Palestiniens comme ils ont été traités eux-mêmes, il y a cinquante ans ». Mais le partenariat stratégique et notamment militaire entre les deux pays n'est pas menacé.
Les relations israélo-turques se sont toutefois nettement réchauffées depuis. Erdoğan a proposé le 2 mai 2005 lors d'un voyage officiel en Israël et dans les territoires palestiniens de servir de médiateur dans le conflit israélo-palestinien. Même si Israël s'est aussitôt opposé à la proposition du Premier ministre turc par la voix de son ministre des Affaires étrangères Silvan Shalom, les tensions ont nettement baissé.
Le 29 janvier 2009, Erdoğan a quitté un débat au Forum économique mondial à Davos (Suisse) après avoir été interrompu lors de son argumentation par le modérateur, à la suite d'un plaidoyer du président israélien, Shimon Peres, en faveur de la récente offensive menée par son pays dans la bande de Gaza et qui avait fait plus de 1 330 morts palestiniens. Erdoğan a notamment déclaré « Je pense que vous devez vous sentir un peu coupable. (…) Vous avez tué des gens. Je me souviens des enfants qui sont morts sur des plages. ». 
Le lendemain, le DTP, parti kurde d'opposition, a dénoncé les propos d'Erdoğan. Ainsi Emine Ayna, une députée du parlement turc, a affirmé dans un communiqué de presse que « le Premier ministre Erdoğan essaye de reconquérir l'opinion publique en Turquie », puis, s'adressant à Erdoğan : « votre gouvernement aussi sait bien tuer », en faisant référence à un épisode durant lequel des enfants kurdes ont été tués à Diyarbakır en 2006. Selahattin Demirtaş, député de Diyarbakır, a rappelé au Premier ministre turc, sa responsabilité dans la mort de six personnes au Norouz 2008 (nouvel an perse) en Turquie. Demirtaş a affirmé qu'à ce jour, le gouvernement turc n'avait fait aucune déclaration officielle sur la situation au Proche-Orient et qu'Erdoğan avait signé il y a quelques jours un accord avec Israël sur l'achat de huit Heron (drone de fabrication israélienne) destinés à la récolte d'informations dans le Sud-est anatolien et que les pilotes de l'aviation israélienne s'entraîneraient à Konya (province du centre anatolien).
Le 27 mars 2010, le Premier ministre turc déclare que « considérer Jérusalem comme la capitale indivisible de l'État hébreu, comme le font les Israéliens, est une folie. Jérusalem est la prunelle des yeux du monde musulman (…) et on ne peut accepter aucune atteinte israélienne à Jérusalem et aux lieux musulmans », lors du Sommet annuel de la Ligue arabe.
Après les attaques de Tsahal contre le Liban en 2006 et, plus récemment, l'attaque, le 31 mai 2010, contre des bateaux battant pavillon turc, transportant des vivres pour la bande de Gaza et des membres d'ONG pro-palestinienne, les relations entre ces deux pays sont au plus bas. Cette attaque ayant fait neuf morts – huit citoyens turcs et un Américain d'origine turque –, a été qualifiée par le gouvernement turc de « terrorisme d'État »; ce dernier annule des opérations militaires communes prévues et limite les échanges commerciaux entre les deux pays.

#### Syrie
Début 2011, alors qu'éclate la guerre civile syrienne, la Turquie d’Erdoğan parie sur une chute rapide de Bachar el-Assad et, au nom de la fraternité sunnite, arme indifféremment insurgés modérés ou islamistes. Le maintien du régime syrien et le renforcement de la guérilla kurde en Irak comme en Syrie sont des échecs majeurs pour la politique étrangère turque.
Cependant, le président turc, qui avait fait d’Assad son ennemi juré, tend désormais la main à son homologue syrien. Recep Tayyip Erdoğan cherche notamment à forger une alliance contre les Kurdes de Syrie.

### Malaisie
Le 18 décembre 2019, Recep Tayyip Erdoğan reçoit le Premier ministre malaisien, Mahathir Mohamad à Kuala Lumpur. Lors de la réunion, quinze accords concernant multiples domaines ont été signés en présence d'Erdoğan et de Mahathir.

## Caucase
Les anciennes républiques soviétiques dans le Caucase du Sud (Arménie, Azerbaïdjan et Géorgie) sont importantes pour la Turquie, politiquement, économiquement, socialement et culturellement. Le gouvernement élabore des politiques dans cette région en tenant compte de son importance stratégique, en raison de ses ressources énergétiques et des corridors de pipeline, elle collabore avec ses voisins caucasien dans la OCEMN, l'OSCE et le Conseil de l'Europe.

### Azerbaïdjan
Les relations turco-azerbaïdjanaise ont toujours été très importantes. Les deux pays, étant souvent décrit comme « une seule nation, deux États » (en azerbaïdjanais : « Bir millət, iki dövlət » ; en turc : « Bir millet, iki devlet ») par l'ex-président de l'Azerbaïdjan, Aboulfaz Eltchibeï, en raison d'une culture, histoire et langue communes ainsi qu'une intelligibilité mutuelle turco-azerbaïdjanaise. La Turquie a été un fervent partisan de l'Azerbaïdjan dans ses efforts pour consolider son indépendance, de préserver son intégrité territoriale et de réaliser son potentiel économique résultant de la richesse des ressources naturelles de la mer Caspienne.
Cette bonne entente est mise en péril par les tensions découlant de la normalisation des relations diplomatiques entre la Turquie et l'Arménie, l'Azerbaïdjan y voyant une trahison de la part de son allié, malgré les éclaircissements apportés par le Premier ministre turc Recep Tayyip Erdoğan au parlement azerbaïdjanais. L'Azerbaïdjan a tout de même déclaré que la Turquie est toujours soutenue par elle.
La loi azerbaïdjanaise interdit les drapeaux étrangers de flotter sur le territoire national, sauf ambassade et autre organisation administrative. Seul, le drapeau de la république de Turquie est autorisé car il n'est pas reconnu comme « drapeau étranger ». Du côté de la Turquie, l'interprétation de la loi est identique. Le ministre des Affaires étrangères Ahmet Davutoğlu a déclaré que le drapeau de l'Azerbaïdjan est une exception à la loi sur les drapeaux et n'est pas considéré comme étranger mais qu'au contraire, il avait les mêmes valeurs sentimentales et sacrées que le drapeau turc.
Le Premier ministre turc Recep Tayyip Erdoğan déclare que l'Azerbaïdjan est soutenue et sera soutenue par la Turquie pour toujours.

### Géorgie
La Turquie a une relation étroite avec la Géorgie. Les citoyens turcs peuvent utiliser l'aéroport de Batoumi en Géorgie, qui est géré par la Turquie Tepe-Akfen-Vie du consortium (TAV), sans visa ou passeport. La Turquie considère les conflits d'Abkhazie et d'Ossétie du Sud comme un danger pour la paix et la stabilité dans la région tout entière. La résolution de ces problèmes est essentielle pour la préservation de la paix et la stabilité dans la région. La Turquie a montré une volonté d'être un négociateur pour le conflit abkhaze.

## Europe
La politique étrangère de la Turquie en Europe est surtout marquée par ses tentatives d'adhésion à l'Union européenne. Ainsi que ses relations avec la Grèce, avec la question de Chypre.

### Balkans
La Turquie a des liens historiques, culturels, économiques et politiques  étroits avec les États des Balkans, qui sont importants pour la  Turquie car ils sont la passerelle du pays à l'Europe continentale. La  Turquie attache une grande importance à la création d'une atmosphère de  compréhension mutuelle et la cohabitation pacifique à travers des liens  plus étroits avec les pays des Balkans, qui aboutirait à la préservation de la paix et la stabilité dans la région. La Turquie a participé à des  opérations de l'OTAN et des missions de maintien de la paix,  contribuant à la KFOR et la mission de police des Nations unies  au Kosovo (MINUK), ainsi que l'Union européenne dirigée par la  mission de police "Proxima" en Macédoine. La Turquie est également à  contribuer à l'EUFOR-ALTHEA. Pour les efforts de reconstruction de la  Turquie s'inscrit dans le cadre du lancement du Processus de coopération  en Europe du Sud-Est (SEECP), et la Force multinationale de paix du  Sud-Europe (MPFSEE) / Europe du Sud-Brigade (SEEBRIG). La Turquie joue  aussi un rôle dans les initiatives économiques régionales ainsi que le Pacte de stabilité pour l'Europe du Sud lancé par l'UE et l'Initiative  de Coopération pour l'Europe du Sud-Est (SECI).

#### Bulgarie
La Bulgarie a une ambassade à Ankara, deux consulats généraux à Istanbul et Edirne ainsi qu'une chancellerie à Bursa. La Turquie a une ambassade à Sofia et deux consulats généraux à Plovdiv et Bourgas. Les deux pays sont membres à part entière de l'OTAN. Aussi la Bulgarie est membre de l'Union européenne et la Turquie est candidate. L'Assemblée nationale de Bulgarie a rejeté le projet de loi de reconnaissance du génocide arménien en 2007. En Bulgarie existent des chaînes de télévision et radio en turc, en raison de sa forte minorité turcophone datant de l'Empire ottoman.

#### Grèce
Les relations entre la Grèce et la Turquie ont été marquées par des périodes en alternance d’hostilités mutuelles et de réconciliations, sans cesse depuis que la Grèce a gagné son indépendance vis-à-vis de l’Empire ottoman, en 1821. Depuis, les deux pays ont fait face à l’autre dans les quatre guerres majeures : la guerre gréco-turque de 1897, les Guerres balkaniques de 1912 à 1913, la Première Guerre mondiale (1914-1918) ainsi que la guerre gréco-turque de 1919 à 1922.
Le conflit égéen, est l'une des principales raisons du caractère fluctuant des relations turco-grecques. Il existe une série de problèmes interconnectés entre la Turquie et la Grèce, tous sont en partie en rapport avec la mer Égée. La distance des eaux territoriales, la délimitation du plateau continental, la détermination des zones maritimes de recherche et de sauvetage, les conflits de l'espace aérien, la militarisation des îles Égée orientale en violation des accords internationaux, du statut de certains îlots, les revendications de la Turquie qui ont été cédées à la Grèce ainsi que l'absence d'un accord définissant les frontières maritimes avec cette dernière sont les différents majeurs entre ces deux pays.
Du point de vue de la Turquie, la mer Égée est une mer commune et aucun droit de souveraineté ne doit être réclamé sur les mers ouvertes et des espaces aériens internationaux. Toutefois, la Turquie considère que l'insistance grecque de visualiser l'ensemble de la mer Égée en « mer grecque » et ce qui est perçu comme son mépris continuel des droits et intérêts turcs compliquent la résolution de ce différend.[réf. nécessaire]
Depuis août 1999, la Turquie et la Grèce ont réalisé une série de «mesures de confiance» pour améliorer les relations sur ces questions.

#### Macédoine
En raison de réciprocités historiques et culturelles et des liens humains la Macédoine et la Turquie ont des relations très étroites et amicales. Peu de temps après, la Macédoine a déclaré son indépendance de l'ancienne Yougoslavie en 1991, la Turquie a été l'un des premiers pays à reconnaître la souveraineté de la Macédoine et reconnaît également la dernière en vertu de son nom constitutionnel de république de Macédoine, qui est reconnu par 125 pays à travers le monde. Les relations bilatérales où créé le 26 août 1992. La Macédoine a une ambassade à Ankara et un consulat général à Istanbul, tandis que la Turquie a une ambassade à Skopje et un consulat général à Bitola. Aussi, le turc est une langue coofficielle dans deux municipalités (Centar Župa et Plasnica), en plus du macédonien.
Les deux pays sont candidats à l'adhésion en l'Union Européenne. La Turquie est un fervent partisan de l'adhésion de la Macédoine à l'OTAN, dont la Turquie est membre depuis 1952.

### Russie
Pendant l'invasion de l'Ukraine par la Russie (à partir de 2022), la Turquie soutient l'intégrité territoriale de l'Ukraine et lui vend de l'armement. Toutefois, la Turquie n'impose pas de sanctions économiques à la Russie et garde de bonnes relations avec celle-ci. La Turquie propose, à plusieurs reprises, d'héberger des négociations de paix entre les deux États et propose aussi de déployer ses troupes sur le sol ukrainien pour y maintenir la paix.

### Ukraine
La Turquie et l'Ukraine sont voisins sur la mer Noire et partagent une histoire commune. Les relations diplomatiques entre les deux pays sont établies au début des années 1990 lorsque la Turquie est devenue l'un des premiers États au monde à annoncer officiellement la reconnaissance de la souveraineté de l'Ukraine nouvellement indépendante. La Turquie a une ambassade à Kiev et un consulat général à Odessa. L'Ukraine a une ambassade à Ankara et un consulat général à Istanbul. L'Ukraine est candidat à une adhésion à l'OTAN. Aussi les deux pays sont membres de BLACKSEAFOR et de la CEMN.
Pendant l'invasion de l'Ukraine par la Russie (à partir de 2022), la Turquie soutient l'intégrité territoriale de l'Ukraine et lui vend de l'armement. Toutefois, la Turquie n'impose pas de sanctions économiques à la Russie. La Turquie propose, à plusieurs reprises, d'héberger des négociations de paix entre les deux États et propose aussi de déployer ses troupes sur le sol ukrainien pour y maintenir la paix.

### Union européenne
Dans les années 2010, les rapports entre la Turquie sous le gouvernement de Recep Tayyip Erdoğan et l'Union européenne deviennent plus tendus en particulier avec l'Allemagne où réside une importante communauté turque. En octobre 2006, Angela Merkel, chancelière de l'Allemagne, lors de sa première visite officielle en Turquie déclare que la reconnaissance de Chypre était un préalable logique à l'entrée de la Turquie dans l'Union européenne. Elle demande aussi l’application du protocole d'Ankara de juillet 2005 permettant l'accès des ports et aéroports turcs aux navires et avions chypriotes grecs. Le refus turc de cet accord commercial incite alors l'Union à geler huit chapitres des négociations d'adhésion
Lors de crise migratoire en Europe, les pays de l'UE constatant que la Turquie est « devenue la porte d'entrée pour des centaines de milliers de réfugiés vers l'Europe », estiment qu'il était important de négocier avec ce pays. La Turquie considérée comme étant en position de force dans les négociations avance un certain nombre de revendications. Elle se voit allouer 1 milliard d'euros, mais elle considère que l'accueil des réfugiés lui a coûté 6,7 milliards de dollars depuis 2011. Aussi demande-t-elle que l'aide soit portée à trois milliards. Par ailleurs, Ankara demande une libéralisation des visas pour ses nationaux. François Hollande et Angela Merkel sont réticents sur ce point et ne veulent pas que les visas soient accordés sans contrôle. Enfin, la Turquie demande une accélération de son processus d'adhésion à l'Union européenne avec « l'ouverture de six nouveaux chapitres dans le processus d'adhésion … et l'inscription du pays sur la liste des pays sûrs ».
Les relations entre l'Allemagne et la Turquie se sont particulièrement dégradées depuis la tentative de coup d'État de 2016 en Turquie. Ankara accuse Berlin de faire preuve d'indulgence envers des « terroristes », en abritant des séparatistes kurdes, Berlin condamne les arrestations de journalistes (Deniz Yücel) et de militants des droits de l'Homme ayant eu lieu en Turquie, « l'ampleur des purges entreprises » après le putsch manqué, et dénonce les atteintes à la liberté d'expression. En août 2018, Erdoğan appelle les Turcs d'Allemagne  à donner une « gifle » aux partis au pouvoir en Allemagne, qualifiés d'« ennemis de la Turquie » et à faire battre la coalition formée par la chancelière aux législatives de septembre.

## Organisations internationales
La Turquie est bien intégrée dans le concert des nations. Elle est membre de nombreuses organisations internationales ou affiche son intérêt pour une participation active. Les compétences des organisations internationales sont variées et il est difficile de réaliser une classification. Ci-dessous, un essai de classification des organisations internationales auxquelles la Turquie est liée. Ce schéma montre l'importance de l'influence des acteurs turcs sur la scène mondiale et leurs ambitions stratégiques. Ainsi la Turquie est candidate à l'Union européenne mais elle ne manque pas de s'impliquer dans les organisations américaines, africaines et asiatiques. Devant la pléthore d'organisme, chacun d'entre eux est brièvement présenté laissant au lecteur le choix de vérifier le sérieux de leur activité.

### Politique, généraliste
- UE (Union européenne) : membre associé (1963), accord d'Union douanière (1995), pays candidat (1999)
- ONU (Organisation des Nations unies) : pays membre fondateur (1945)
- OSCE (Organisation pour la sécurité et la coopération en Europe) : pays membre fondateur (1973)
- Conseil de l'Europe : considéré comme pays membre fondateur (1949)
- Organisation des États américains : observateur permanent (1998)
- Union africaine : pays observateur (2005)
- Ligue arabe : observateur permanent (1998)
- CBSS (Conseil des États de la mer Baltique) : aucun lien mais la Turquie suit de près les évolutions au sein de cette organisation
- EAC (Communauté d'Afrique de l'Est) : accréditation de l'ambassadeur turc de Tanzanie
- ASARC (Association sud-asiatique pour la coopération régionale) : candidature pays observateur (2011)
- ASEAN (Association des nations de l'Asie du Sud-Est) : traité d'amitié et de coopération (2010)
- SEECP (South-East European Cooperation Process (en)) : pays membre fondateur (1996)
- MERCOSUR (Marché commun du Sud) : candidature pays observateur (2011)
- Organisation de la coopération islamique : pays membre fondateur (1969)
- OCEMN (Organisation de coopération économique de la mer Noire) : pays membre fondateur (1992)
- AEC (Association des États de la Caraïbe) : pays observateur (2000)
- CARICOM (Communauté caribéenne) : accord de consultation et de coopération en négociation
- CGC (Conseil de coopération des États arabes du Golfe) : partenariat, dialogue stratégique
- UMA (Union du Maghreb arabe) : en relation bilatérale avec chaque État membre
- Fondation Asie-Europe : pays membre

### Culture, tourisme
- UNESCO : pays membre fondateur (1945)
- Organisation des États turciques : pays membre fondateur (2009)
- TÜRKSOY (Organisation internationale pour la culture turque) : pays membre fondateur (1993)
- UNWTO (Organisation mondiale du tourisme) : pays membre fondateur (1975)

### Économie, commerce, développement
- FMI (Fonds monétaire international) : pays membre (1947)
- Banque mondiale : pays membre (1947)
- OIT (Organisation internationale du travail) : pays membre (1932)
- Banque africaine de développement : pays membre (2008)
- BAD (Banque asiatique de développement) : pays membre (1991)
- Banque de développement du Conseil de l'Europe : pays membre fondateur (1956)
- BERD (Banque européenne pour la reconstruction et le développement) : pays membre fondateur (1991)
- OMC (Organisation mondiale du commerce) : pays membre fondateur (1994)
- Banque islamique de développement : pays membre fondateur (1974)
- OCDE (Organisation de coopération et de développement économiques) : pays membre fondateur (1961)
- PNUD (Programme des Nations Unies pour le développement) : pays membre
- UNIDO (Organisation des Nations unies pour le développement industriel) : pays membre
- FIDA (Fonds international de développement agricole) : pays membre (1982)
- APEC (Coopération économique pour l'Asie-Pacifique) : la Turquie n'est pas membre mais suit de très près les évolutions au sein de cette organisation
- OMD (Organisation mondiale des douanes) : pays membre fondateur (1952)
- OCE (Organisation de coopération économique) : pays membre fondateur (1985)
- D-8  : pays membre fondateur (1997)
- CDAA (Communauté de développement d'Afrique australe) : la Turquie n'est pas membre mais suit de très près les évolutions au sein de cette organisation

### Sciences, recherche, santé
- BIPM (Bureau international des poids et mesures) : pays membre (1875)
- CGIAR (Groupe consultatif pour la recherche agricole internationale) : pays membre (2005)
- OIML (Organisation internationale de métrologie légale) : pays membre (2005)
- ICARDA (Centre international de recherche agricole dans les zones arides) : coopération (1986)
- IVI (International Vaccine Institute) : pays signataire
- OIE (Organisation mondiale de la santé animale) : pays membre
- CERN (Organisation européenne pour la recherche nucléaire) : pays observateur (1956)
- EPO (Office européen des brevets): pays membre (2000)

### Alimentation, agriculture
- PAM (Programme alimentaire mondial) : pays membre fondateur (1961)
- FAO (Organisation des Nations unies pour l'alimentation et l'agriculture) : pays membre (1948)
- IOOC (Conseil oléicole international) : pays membre (2010)
- OIV (Organisation internationale de la vigne et du vin) : pays membre (2005)

### Environnement, développement durable, énergie, transport, communications
- Union pour la Méditerranée: pays membre (2008)
- TRACECA (Transport Corridor Europe-Caucase-Asie) : pays membre (2000)
- EPPO-OEPP (Organisation européenne et méditerranéenne pour la protection des plantes) : pays membre
- AEN (Agence pour l'énergie nucléaire) : pays membre fondateur (1958)
- OACI (Organisation de l'aviation civile internationale) : pays membre (1990)
- UIC (Union internationale des chemins de fer) : pays membre (1928)
- AIE (Agence internationale de l'énergie) : pays membre fondateur (1974)
- ECO (European Communications Office) : pays membre fondateur (2002)
- UN-HABITAT (Programme des Nations unies pour les établissements humains) : pays membre
- UPU (Union postale universelle): pays membre fondateur (1875)
- UIT (Institution des Nations unies pour les technologies de l'information et de la communication) : pays membre fondateur (1866)
- OMI (Organisation maritime internationale) : pays membre

### Justice
- Cour pénale internationale : la Turquie n'a pas signé le traité de Rome; participation aux réunions des états parties
- CIJ (Cour internationale de justice) : la Turquie n'accepte pas la juridiction obligatoire de la CIJ
- HCCH (Conférence de la Haye de droit international privé) : pays membre (1955)
- Cour permanente d'arbitrage : pays membre (1907)

### Sécurité, militaire
- OTAN (Organisation du traité de l'Atlantique nord) : pays membre (1952)
- Eurocontrol (Organisation européenne pour la sécurité de la navigation aérienne) : pays membre (1989)
- CICA (Conférence pour l'interaction et les mesures de confiance en Asie) : pays membre fondateur (1992)
- GUAM (Organisation pour la démocratie et le développement) : pays observateur (2001)
- OCS (Organisation de coopération de Shanghai) : candidature pays partenaire discussion (2011)
- Interpol: pays membre
- GAFI (Groupe d'action financière): pays membre (1991)

## Politique de visa

### Politique de visa des pays tiers

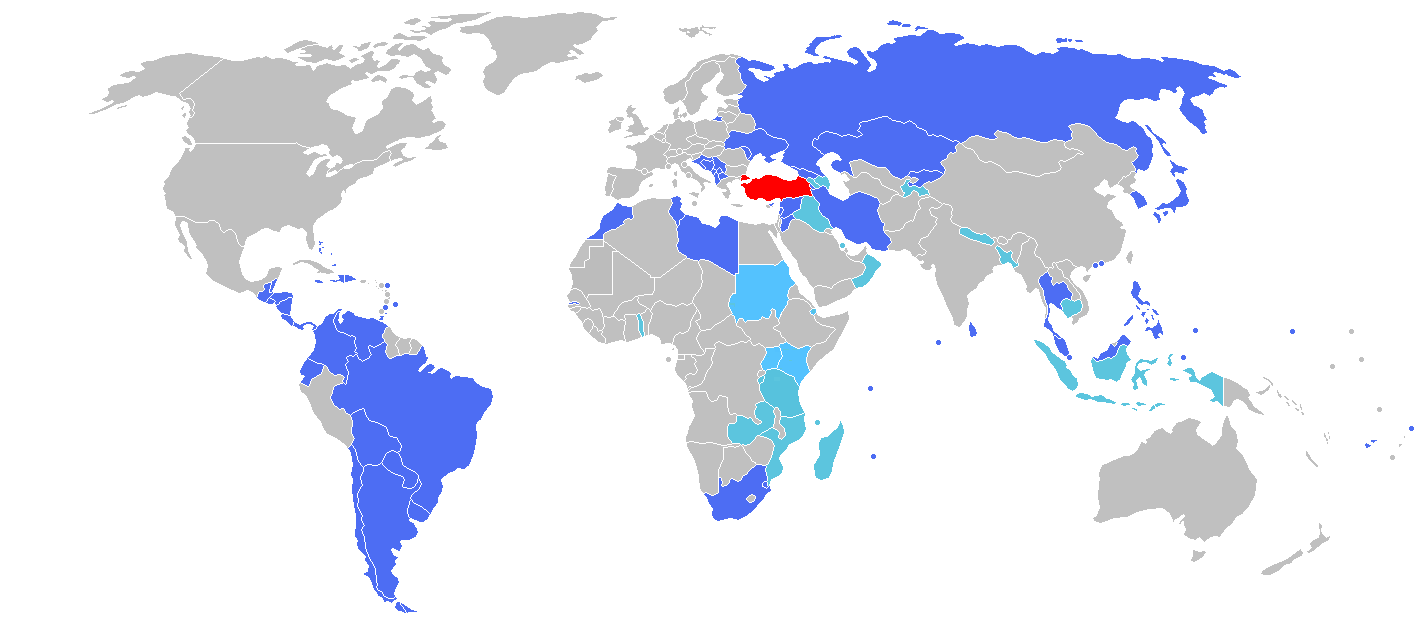
Pays où les citoyens turcs ne sont pas sujets à un visa, dernière mise à jour : 9 mai 2012
Turquie
Pas de visa
Visa délivré à la douane
Visa nécessaire